# اجناسيو رودريغيز (لاعب كرة قدم)
اجناسيو رودريغيز (بالإسبانية: Nacho Rodríguez Ortiz)‏ (و. 1982  م) هو لاعب كرة قدم، من إسبانيا، ولد في لاريدو، كانتابريا، يلعب كمهاجم.

## روابط خارجية
- اجناسيو رودريغيز على موقع الاتحاد الدولي (مؤرشف)  (الإنجليزية)
- اجناسيو رودريغيز على موقع قاعدة بيانات كرة القدم.إي يو (الإنجليزية)
- اجناسيو رودريغيز على موقع Soccerway.com (الإنجليزية)
- اجناسيو رودريغيز على موقع عالم كرة القدم.نت (الإنجليزية)